# ボイスオーバー
ボイスオーバー（voice-over、V.O.、VO）とは、映画やテレビなどにおいて、画面に現れない話者の声、ナレーター（語り手による叙述など）を用いる表現手法である。「ヴォイス・オーヴァー」の表記もしばしば映画学の文献などで用いられる。

## 翻訳音声におけるボイスオーバー
翻訳音声において、原語の音声を小音量で残しつつ、翻訳された音声をボイスオーバーで重ねる手法がある。これは本人による発話を模す吹き替えとは異なり、リップシンクでなかったり、同一担当者が複数人物の音声を担当したり、場合や風習によっては原語と性別が異なることも許容される。日本やアメリカではニュースやドキュメンタリーでのインタビュー場面など情報を伝える目的で用いられる手法であるが、ロシアやポーランド、バルト国、バルカン半島の国々においては映画の翻訳でも用いられる。ポーランドでのボイスオーバー声優は特にlektorと呼ばれ演技はせず全編を単独担当する。
現在、海外ドラマや外国映画の日本語版音声では吹き替えが使われるのが一般的だが、1950年代に始まった海外ドラマ放送の黎明期では日本語吹き替えではなく、原語音声を流しながら解説のような形で日本語をかぶせるボイスオーバーの手法も使われていた。しかし原語音声のために日本語音声が聞き取りづらくなる弊害のため、すぐに日本語だけの吹き替えになった。その後はボイスオーバーは、ニュースやドキュメンタリーで使われることがほとんどだが、2003年公開の映画『ラスト サムライ』DVD版の日本語吹き替え音声のように例外的にボイスオーバー形式が採用されるものもある。